# Fernand Lebeau
Pour les articles homonymes, voir Lebeau.
Fernand Lebeau est un physicien français, né le 27 juin 1890 à Montauban (Tarn-et-Garonne) et mort pour la France le 25 septembre 1915,.

## Biographie
Élève du Lycée Louis-le-Grand, de  l'ESPCI (25ème promotion) puis de l'École normale de la rue d'Ulm (promotion scientifique 1910), Fernand Lebeau était agrégé de sciences physiques. 
Il a séjourné quelques mois avant le début de la Première Guerre mondiale chez Pierre Vaillant, professeur de physique à l'Université de Grenoble. 
Opposé à la guerre, il est Lieutenant à la tête d'une compagnie du 340ème régiment puis du 140ème régiment d'infanterie, et est tué au champ d'honneur le 25 septembre 1915. Il avait commencé une thèse de doctorat en sciences physiques. 
Fils d'un pasteur protestant, et orphelin très jeune, il était le neveu et fils adoptif et spirituel du mathématicien Émile Borel,,,.

## Travaux
Sous la direction de Paul Langevin, il avait entrepris un travail sur les fluctuations dans l'ionisation d'un gaz par des émissions de rayons X, toutes semblables et de très courte durée. Il suivait les cours de ce dernier au Collège de France, et les conférences organisées par lui à la suite de ses cours.